# Michael Corleone
Michael Corleone è un personaggio immaginario ideato da Mario Puzo. Compare per la prima volta, con un ruolo da protagonista, nel romanzo Il padrino e, successivamente, nell'omonima trilogia cinematografica di Francis Ford Coppola, in cui è interpretato da Al Pacino.
Michael Corleone, terzogenito di Don Vito Corleone, cerca inizialmente di distaccarsi dal mondo del crimine, avendo combattuto nella Seconda Guerra Mondiale come marine e desiderando una vita "americana" onorevole. Tuttavia, dopo che suo padre viene gravemente ferito in un attentato, Michael si trova coinvolto nelle dinamiche mafiose per proteggere la famiglia, finendo per succedere al padre come nuovo Don Corleone. Negli anni successivi, Michael tenta di legittimare la famiglia, ma il suo passato continua a influenzare le sue scelte, portandolo a commettere azioni che lo allontanano sempre più dalla vita che desiderava.
Il personaggio appare con un ruolo secondario anche ne Il siciliano di Puzo e ne La famiglia Corleone di Ed Falco, e come personaggio principale nei romanzi sequel scritti da Mark Winegardner, Il ritorno del padrino e La vendetta del padrino.
Nel 2003, Michael Corleone è stato inserito all'11 posizione nella lista dei 100 più grandi cattivi della storia cinematografica, dall'American Film Institute, mentre nel 2020 la rivista Empire lo ha inserito all'11 posto nella classifica dei 100 migliori personaggi cinematografici di tutti i tempi.

## Personaggio

### Ispirazione
Michael Corleone è stato ispirato a Salvatore "Bill" Bonanno, figlio del noto mafioso Joseph Bonanno. Joseph Bonanno non voleva che suo figlio Bill seguisse le sue orme nel mondo del crimine, incoraggiandolo invece a intraprendere una carriera legale, mandandolo a studiare legge. Questo aspetto è simile a quanto fatto da Vito Corleone con suo figlio Michael, che inizialmente cercò di tenere lontano dagli affari di famiglia. Tuttavia, sia Michael che Bill finirono per coinvolgersi nel mondo della mafia, sebbene le loro personalità e percorsi fossero molto diversi. Bill Bonanno era più simile a Fredo Corleone, il fratello debole e insicuro di Michael, in quanto era ostentato e cercava costantemente attenzione. Viveva delle risorse familiari e non riuscì mai a guadagnarsi il rispetto degli uomini del padre. Al contrario, Michael Corleone si distinse per la sua astuzia e determinazione, diventando un leader rispettato e temuto nel mondo del crimine organizzato.

### Aspetto e personalità
Michael Corleone ha un aspetto elegante e raffinato. Fisicamente, si distingue dai suoi fratelli per non avere la "faccia da Cupido", tipica dei Corleone, e per i suoi capelli neri lisci, che conferiscono un'immagine più sobria e seria rispetto ai ricciuti dei suoi consanguinei. La sua carnagione è di un marrone-oliva chiaro, un colore che lo rende "bello in una maniera delicata".
Quando tenta di proteggere suo padre, ricoverato in ospedale, Michael riceve un pugno in faccia dal capitano di polizia Mark McCluskey. A seguito di questo episodio, la mascella resta seriamente rovinata e i suoi seni paranasali cominciano a perdere costantemente liquido dal naso. Michael, che era sempre stato vanitoso per quanto riguarda il fisico, resta sfigurato al lato sinistro del volto ma decide di non operarsi. Quando il dottore gli chiede la ragione, lui risponde: «È pur sempre qualcosa che mi viene da casa». Quando Kay Adams rivede Michael dopo anni di lontananza nota che la parte sinistra del suo volto "era deturpata, incavata, come la testa di plastica di una bambola che un bambino avesse capricciosamente preso a calci". La madre di Mike, nel descrivere il figlio con il volto sfigurato, lo definisce un "gangster del cinema".
Solo dopo il ritorno negli Stati Uniti dalla Sicilia e le insistenze di Kay, Michael decide infine di sottoporsi ad un intervento di chirurgia plastica. Kay "sapeva che Michael l'aveva fatto contro voglia, perché glielo aveva chiesto, e lei era la sola persona al mondo che poteva spingerlo ad agire contro la propria volontà".
Caratterialmente, Michael ha eredito la "forza tranquilla e l'intelligenza" del padre Vito, ma anche "l'istinto naturale di agire in maniera tale che gli uomini non potevano fare altro che rispettarlo". Queste caratteristiche lo rendono "l'erede prescelto per condurre gli affari della Famiglia". Sonny lo descrive come "come il più deciso di tutti nella Famiglia, più dello stesso Don", oltre che "l'unico che poteva tenergli testa".
Ma Michael rifiuta l'autorità del padre, decidendo di estraniarsi dal mondo criminale. Solo quando Don Vito viene gravemente ferito, la sua lealtà e il senso di responsabilità nei confronti della Famiglia lo portano gradualmente a essere coinvolto nelle dinamiche mafiose. È proprio lui a proporre di uccidere i responsabili del ferimento del padre, ma in un primo momento non viene preso sul serio. Un accenno di trasformazione sia fisica che caratteriale viene percepita da Tom Hagen che nota il volto di Michael trasformarsi "in una maschera di ghiaccio, somigliante in modo inquietante a quella del Don".
Secondo Kay, Mike non è persona da subire pressioni. Solo lei, sua moglie, può piegarne la volontà, ma è cosciente anche che il farlo troppo sovente potrebbe distruggere "quel suo potere". Dopo aver assunto il ruolo di capofamiglia, Michael è sempre gentile, sempre attento persino nelle piccole cose. Proprio come suo padre, anche Michael comincia a ricevere gente che veniva in casa a conferire con lui, a chiedergli favori, trattandolo con deferenza e rispetto. Una volta assunto il titolo di don, Michael è ormai diventato un leader spietato e determinato, costantemente lacerato tra il dovere verso la famiglia e il desiderio di una vita normale.

## Biografia nei romanzi e nei film

### Dall'infanzia all'ascesa a Don Corleone

#### Infanzia e giovinezza
Michael Corleone nasce a New York nel 1920, figlio terzogenito di Vito e Carmela Corleone. Sin da ragazzo si dimostra un giovane intelligente e affascinante, e tra tutti i figli di Vito Corleone, viene considerato il più simile a lui per intelligenza, personalità e astuzia. A seguito di una sparatoria nella quale resta ferito suo padre, Michael scopre che quest'ultimo è un pericoloso criminale. Deciso a non seguire le orme del genitore, il giovane Corleone abbandona l'Università e, con l'ingresso degli Stati Uniti nella seconda guerra mondiale nel 1941, si arruola nei Marines. Successivamente, nonostante i tentativi del padre di farlo rimpatriare, Michael viene inviato nel Pacifico per combattere i giapponesi. Riuscito a sopravvivere alla guerra e distintosi per il suo coraggio, il giovane viene insignito della Navy Cross e viene anche menzionato sulla rivista Life nel 1944. Nel 1954 viene congedato con il grado di capitano e, tornato negli Stati Uniti, incontra a Dartmouth una giovane studentessa, Kay Adams, di cui si innamora.

#### L'attentato a Vito e l'esilio in Sicilia

Il matrimonio tra Michael (Al Pacino) e Apollonia (Simonetta Stefanelli) nell'adattamento cinematografico di Francis Ford Coppola

In occasione del matrimonio tra la sua sorella Connie e Carlo Rizzi, Michael è fidanzato con Kay, sebbene questa relazione deluda la famiglia Corleone visto che la donna non ha sangue italiano. La vita di Michael cambia drasticamente quando suo padre viene ferito in agguato. Recatosi in ospedale per difenderlo, Michael viene colpito con un pugno al volto dal capitano Mark McCluskey, che si rivela essere un poliziotto corrotto pagato da Virgil Sollozzo, il vero responsabile dell'attentato a Vito. Conscio che il padre non sarà mai al sicuro, Michael propone di uccidere McCluskey e Sollozzo. Nonostante lo scetticissimo del fratello Sonny, dei caporegime Tessio e Clemenza e del consigliere Tom Hagen, Michael ottiene il via libera e, durante una cena in un ristorante del Bronx, uccide senza pietà i due nemici, per poi fuggire in Sicilia per nascondersi dalle autorità.
Durante il suo soggiorno in Sicilia, Michael rimane nascosto per due anni sotto la protezione del vecchio amico di suo padre, Don Tommasino, vivendo nella vecchia villa del dottor Taza e ricevendo un caloroso benvenuto dal sindaco di Bagheria, Bendino. Il periodo trascorso da Michael in Sicilia ha un profondo impatto su di lui. Lì, apprende le radici storiche della mafia e si innamora di una bella giovane donna di nome Apollonia, che sposa secondo le tradizioni siciliane dopo aver ottenuto il consenso del padre di lei. Ma la loro felicità è breve: Apollonia muore in un attentato destinato a lui, orchestrato da uno dei suoi corrotti, Fabrizio. Il trauma della morte della moglie ha un profondo impatto su Michael, che sviluppa un istinto vendicativo che guiderà molte delle sue future decisioni.

#### Nuovo Don Corleone
Tornato negli Stati Uniti, Michael si impegna nelle imprese criminali della sua famiglia, subentrando al fratello defunto Sonny come sottocapo della famiglia sotto la supervisione di Vito e attaccando sottilmente le attività delle altre famiglie attraverso l'uso del suo caporegime segreto, Rocco Lampone. Contestualmente, convince il padre che è giunto il momento di iniziare a distaccare la famiglia dal crimine organizzato. Si riunisce con Kay e la sposa un anno dopo, promettendo di rendere legittima la famiglia Corleone entro cinque anni.
Vito si ritira nel 1954, e Michael diventa il nuovo capo della famiglia. Inizialmente, Clemenza e Tessio, nonché il consigliere Tom Hagen, non sono convinti che Michael sia abbastanza forte per mantenere la famiglia, specialmente mentre le famiglie Barzini e Tattaglia si avvicinano al territorio dei Corleone. Clemenza e Tessio sono ancora più convinti di ciò quando Michael rifiuta di permettere loro di vendicarsi. In realtà, Michael e suo padre avevano iniziato a pianificare l'eliminazione di Barzini e Tattaglia dopo il ritorno di Michael in America. Presto dopo aver assunto il controllo quotidiano della famiglia, Michael tenta di acquistare la quota del proprietario di casinò Moe Greene nel suo casinò di Las Vegas, con l'intento di trasferire la sua famiglia nel Nevada. Greene rifiuta con rabbia l'offerta di Michael e tempo dopo viene ucciso da Al Neri.
Vito muore nel 1955, e Michael diventa ufficialmente Don. Poco prima della sua morte, Vito aveva avvertito Michael che dopo la sua scomparsa, la famiglia Barzini avrebbe tentato di ucciderlo sotto il pretesto di organizzare un incontro per fare pace tra le due famiglie, utilizzando un traditore all'interno della famiglia, che avrebbe offerto di organizzare l'incontro e garantire la sicurezza di Michael. Al funerale, Tessio rivela involontariamente di essere il traditore facendo quell'offerta. Poco dopo il funerale, Michael mette in atto il suo piano. Ordina gli omicidi simultanei dei capi delle altre famiglie mafiose di New York durante il battesimo del nuovo figlio di Connie. Emilio Barzini, Philip Tattaglia, Carmine Cuneo e Victor Stracci. Michael ordina anche l'uccisione di Tessio, sebbene l'eliminazione del capo sia gestita in modo più pulito per rispetto degli anni di servizio di Sal alla famiglia, e di Carlo Rizzi, reo di aver complottato con Barzini nell'omicidio del fratello maggiore.
Infine, Michael trasferisce la famiglia e le sue attività a Las Vegas, in Nevada. Padre di due figli (più uno in arrivo), diventa proprietario di una ditta di costruzioni e dimostra interesse per i comitati politici locali.

### Affare a Cuba con Roth e il tradimento di Fredo
Nel 1958, Michael si tuffa in un affare finanziario assai rischioso in cui è coinvolto il capitalista corrotto Hyman Roth riguardo al controllo delle operazioni dei casinò. All'insaputa di Michael, Roth sta in realtà manovrando per farlo uccidere come vendetta per la morte di Moe Greene. Roth manipola il fratello di Michael, Fredo, facendogli involontariamente fornire informazioni utilizzate per organizzare un tentativo di assassinio contro Michael, che quasi riesce. Roth tenta anche di uccidere Frank Pentangeli (che ha preso in mano la famiglia al posto del deceduto Clemenza), facendogli credere che Michael fosse il responsabile.
Michael conclude che Roth è dietro il tentativo di assassinio, ma sospetta che abbia avuto aiuto da un infiltrato all'interno della famiglia Corleone. Decide di far credere a Roth che il loro rapporto d'affari sia ancora solido, solo come strategia per scoprire chi Roth ha pagato per organizzare l'attentato. Michael e Roth viaggiano a Cuba per forgiare una partnership con il governo di Fulgencio Batista, permettendo loro di condurre le operazioni a Cuba senza interferenze dalle autorità, in cambio di generosi pagamenti a Batista. Mentre si trovano a Cuba, Michael invia il suo fedele guardaspalle Bussetta per uccidere sia Roth che il suo braccio destro, Johnny Ola, la notte di Capodanno. Quella notte scopre che Fredo è stato quello che lo ha tradito vendendo informazioni a Roth, portando Fredo a fuggire durante la presa del potere di Castro quella notte. Bussetta riesce a uccidere Ola, ma quando tenta di soffocare Roth a morte, viene ucciso da soldati. Roth si riprende e tenta di fuggire in Israele.
Successivamente, Pentangeli e Willie Cicci vengono persuasi a testimoniare contro Michael durante l'indagine del Senato sulla mafia. Si scopre che l'udienza faceva parte del piano di Roth per eliminare Michael. Sapendo che la testimonianza di Pentangeli potrebbe facilmente mandarlo in prigione, Corleone fa volare il fratello di Pentangeli, Vincenzo, dalla Sicilia. Lo sguardo glaciale di Vincenzo è sufficiente per far recantare la testimonianza di Frank, che si suicida in carcere.
Nel frattempo, Kay decide di abortire e questo scatena le ire di Michael che la schiaffeggia. Ciò porterà al loro divorzio.
Dopo essere riuscito ad uccidere Roth grazie a Rocco Lampone, Michael decide di fare altrettanto con Fredo, ma solo dopo i funerali della madre Carmela. Fredo, che aveva rivelato a Michael di aver trattato con Roth e Ola solo per arricchirsi e di aver sempre nutrito risentimenti per essere stato scavalcato dal fratello minore nelle gerarchie della famiglia, viene assassinato da Al Neri durante una battuta di pesca.

### La faida con Nick Geraci
Dopo aver consolidato il suo potere, Michael fa entrare l'organizzazione criminale fondata dal padre nel giro della prostituzione e degli stupefacenti, attività nelle quali Vito aveva sempre rifiutato di immischiarsi. Parallelamente progetta di legalizzare la famiglia, così da prendere il controllo di Cuba e di accedere sia alla Casa Bianca che al Vaticano. Per raggiungere i suoi scopi ed indebolire i boss rivali, Michael decide di usare come pedina uno dei suoi sottoposti, Nick Geraci. Infatti ordina di sabotare l'aereo, guidato proprio da Geraci, che trasporta Frank Falcone e Anthony Molinari, i don di Los Angeles e San Francisco. L'aereo si schianta in un lago, uccidendo tutti gli occupanti ad eccezione di Geraci. L'uomo, dopo aver scoperto la verità sul sabotaggio, decide di vendicarsi di Michael e si allea con Don Vincent Forlenza. I due escogitano un piano per manipolare Fredo ed indurlo, attraverso Johnny Ola, braccio destro di Roth, a rivelare informazioni preziose sui Corleone. Ciò porterà alla morte di Fredo, nonché al divorzio tra Michael e Kay.
Parallelamente, Michael sostiene la candidatura di James Shea come nuovo Presidente degli Stati Uniti d'America. Quest'ultimo riesce a vincere, sostenuto anche dagli altri capi mafiosi che speravano che il neo presidente avrebbe chiuso un occhio sulle loro attività illegali. In realtà, una volta stanziatosi alla Casa Bianca, Shea chiude ogni rapporto con Michael e con la mafia, decidendo, insieme al fratello Danny, di fare il possibile per contrastare la criminalità organizzata.
In seguito, Michael promuove Geraci a Don, poi lo manipola affinché quest'ultimo metta insieme una squadra per assassinare Fidel Castro. In caso di successo, Michael, che aveva perso milioni di dollari durante l'affare a Cuba, si sarebbe potuto vendicare di Castro, mentre in caso di insuccesso sarebbe riuscito a far uccidere Geraci. Ma quest'ultimo, una volta scoperto il piano di Michael, fa perdere le proprie tracce. Dopo la morte di Vincent Forlenza e Louie Russo, che avevano complottato contro di lui insieme a Geraci, Michael consolida ulteriormente il suo potere e torna a New York per gestire al meglio i suoi affari.
Negli anni successivi, Geraci, protetto da una rete di complici influenti, organizza una campagna diffamatoria contro Michael e il suo consigliere fidato Tom Hagen, che viene poi brutalmente ucciso in Florida, lasciato annegare legato nella sua auto. Il colpo più duro, però, arriva quando Geraci cerca di spingere Michael alla pensione anticipata, tentando di usare la Commissione per prendere il controllo della famiglia Corleone. Il piano, tuttavia, fallisce: Don Stracci e Frank Greco, suoi alleati, lo tradiscono, svelando le sue vere intenzioni. Michael si presenta sul luogo in cui è previsto l'agguato e, dopo aver detto addio a Geraci, lo fa uccidere da Eddie Paradise, suo nuovo caporegime e fedelissimo della famiglia Corleone.

### L'epilogo
Nel 1979, Michael, ormai quasi sessantenne e afflitto dal diabete e dai rimorsi di coscienza, decide di ripulire l'immagine della sua famiglia, dedicandosi a affari legali a Wall Street e, soprattutto, negli affari immobiliari della Santa Sede vaticana, sperando che questo possa riavvicinarlo ai figli e all'ex-moglie Kay: quest'ultima si è occupata della loro educazione negli ultimi dieci anni e ha assecondato Anthony dal lasciare gli studi di giurisprudenza e intraprendere la carriera di tenore.
A dispetto delle buone intenzioni di Michael, la sua intromissione negli affari poco puliti del Vaticano, così come la volontà di suo nipote Vincent Mancini (figlio illegittimo di Santino e della sua amante Lucy Mancini, sostenuto da Connie e Al Neri) di ereditare l'impero mafioso di famiglia facendolo rimanere ancorato alla malavita, pongono l'anziano boss in un sanguinario contrasto col politico Licio Lucchesi. Tale conflitto si inasprisce irrimediabilmente in occasione di una visita dei Corleone in Sicilia, in contemporanea con la morte di Papa Paolo VI: nonostante il suo amico ed ex-protettore Don Tommasino lo metta in contatto con l'onesto cardinale Lamberto per smascherare gli affari illeciti dell'arcivescovo Gilday, del banchiere Keinszig e del boss Don Altobello, tutti collusi con Lucchesi, tutto precipita poiché Tommasino e Lamberto (nel frattempo eletto al soglio pontificio col nome di Papa Giovanni Paolo I) vengono uccisi e, contemporaneamente, Vincent raccoglie il testimone di boss della famiglia dallo zio.
Vincent fa quindi eliminare Lucchesi, Keinszig e Gilday, mentre la famiglia è a un concerto di opera al Teatro Massimo di Palermo dove canta Anthony; Altobello viene avvelenato da Connie. All'uscita dal teatro, un sicario di Altobello spara a Michael e un proiettile colpisce sua figlia Mary, che muore sotto gli occhi disperati del padre e dei familiari.
Oramai completamente distrutto dal dolore, Michael muore in solitudine nel 1997, nella villa a Bagheria dove aveva vissuto con la prima moglie Apollonia. In un epilogo alternativo e successivo, invece, Michael è ancora vivo.

## Adattamento cinematografico

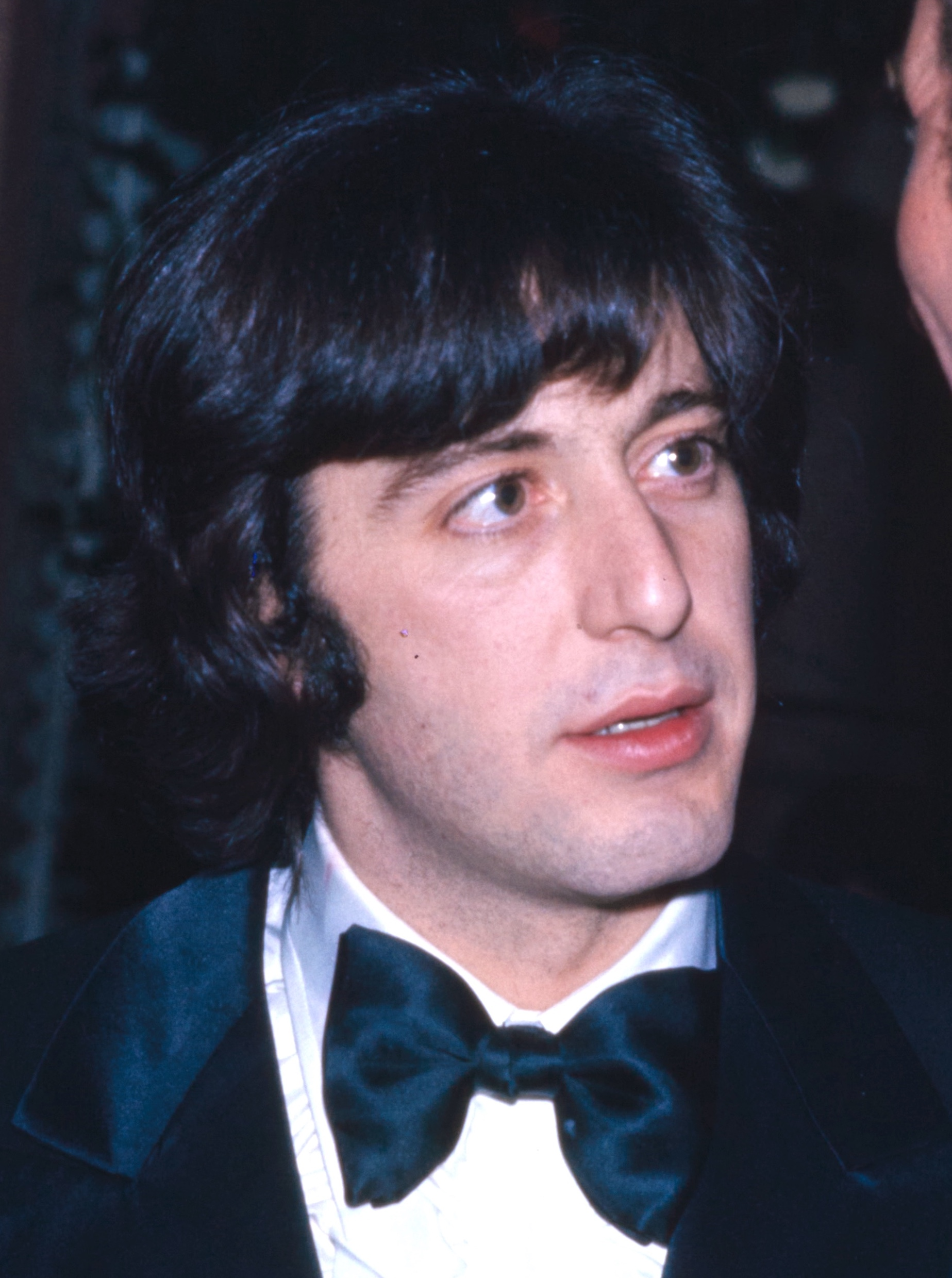
Al Pacino nel 1972, anno di uscita del primo film

Nella trilogia cinematografica diretta da Francis Ford Coppola, il ruolo di Michael Corleone è interpretato da Al Pacino.
All'epoca della produzione del primo film, Il padrino (1972), Pacino era un attore relativamente sconosciuto, noto principalmente per il suo ruolo in Panico a Needle Park (1971). Coppola rimase colpito dalla sua performance e decise di offrirgli la parte di Michael Corleone, nonostante le riserve dei produttori della Paramount Pictures. I produttori preferivano attori più noti come Jack Nicholson, Warren Beatty o Ryan O'Neal per il ruolo, ma Coppola insistette sulla scelta di Pacino, convinto che la sua fisionomia e il suo talento fossero perfetti per il personaggio. Pacino dovette superare diverse prove e fu sottoposto a un provino, che è stato recentemente reso pubblico. Durante le riprese, Pacino continuò a ricevere critiche per la sua altezza e il suo aspetto, ma la sua interpretazione della scena in cui Michael uccide Sollozzo e McCluskey lo fece accettare definitivamente dalla produzione.
La scelta di Pacino si rivelò vincente, e il suo ruolo gli valse la notorietà internazionale, trasformandolo in una star di Hollywood. Pacino riprese il ruolo di Michael Corleone anche nei sequel Il padrino - Parte II (1974) e Il padrino - Parte III (1990), consolidando ulteriormente la sua fama come uno dei più grandi attori della storia del cinema.
Ne Il padrino - Parte II, la storia di Michael Corleone è originale, mentre quella del giovane Vito Corleone proviene dal romanzo Il padrino. L'idea di Coppola per il sequel era quella di "contrapporre l'ascesa della famiglia sotto Vito Corleone al declino della famiglia sotto suo figlio Michael... Volevo sempre scrivere una sceneggiatura che raccontasse la storia di un padre e di un figlio alla stessa età. Entrambi avevano trent'anni e avrei integrato le due storie... Per non ripetere semplicemente Il padrino I, ho dato a Il padrino II questa struttura doppia, estendendo la storia sia nel passato che nel presente". Puzo e Coppola, coautori della sceneggiatura, ebbero un disaccordo significativo riguardo alla decisione di far uccidere Fredo da parte di Michael. Puzo accettò questa scelta solo a condizione che Michael aspettasse fino alla morte della madre, Carmela Corleone, prima di prendere tale decisione.
Dopo il successo dei primi due film, Coppola considerava conclusa la storia della famiglia Corleone e decise che non avrebbe mai realizzato un terzo film. Anche Al Pacino era dello stesso parere, in quanto si sentiva "un po' stanco di fare quel genere di cose. Era logorante". Ma quando Coppola, in difficoltà finanziarie, decise di realizzare il terzo film, anche Pacino ritornò sui suoi passi. Coppola e Puzo decisero di sviluppare la storia sugli sforzi di Michael per ottenere legittimità e redenzione, scontrandosi con la corruzione interna del Vaticano. Pacino si disse entusiasta della sceneggiatura, in cui l'astuzia di Michael veniva messa alla prova da "qualcosa di un po' più corrotto del suo mondo criminale". Tuttavia, l'attore non concordava con la rappresentazione del suo personaggio, che cercava di redimersi dopo gli errori passati: "Non credevo che Michael avrebbe mai provato rimpianto o rimorso per le sue azioni, specialmente l'omicidio di suo fratello."
Nel 2020, Coppola ha realizzato Il padrino, Epilogo: La morte di Michael Corleone, una nuova versione de Il padrino - Parte III. Rispetto al film originale, questa versione si conclude diversamente, con il personaggio di Michael Corleone ancora vivo. La dissolvenza in nero conduce a un cartello che recita "Quando i siciliani ti augurano “cent’anni” è un augurio per una lunga vita.. e i siciliani non dimenticano". Secondo Coppola, intervistato da Deadline, Michael "ha, per i suoi peccati, una morte peggiore della morte stessa. Può avere vissuto molti, molti anni, dopo questa dolorosa conclusione. Ma non ha mai dimenticato il prezzo che ha pagato per quella vita". Questo finale ha soddisfatto anche Al Pacino il quale considera la vera tragedia del film proprio questo stato di veglia, e di non morte del personaggio.

## Videogiochi
Michael Corleone compare anche nel videogioco Il padrino (2006), dove però non ha le sembianze o la voce di Al Pacino. L'attore infatti, rifiutò di doppiare il personaggio e di prestare la sua immagine al gioco. La trama è incentrata sul personaggio di Aldo Trapani, che è al servizio dei Corleone. Nella storia del videogioco, differentemente dal romanzo, è proprio Trapani a nascondere la pistola del bagno del ristorante che Michael userà per uccidere Sollozzo e McCluskey. In originale, Michael è doppiato da Joseph May, mentre in italiano da Claudio Moneta. Anche nel sequel, Il padrino II (2009), Michael non ha le sembianze o la voce di Al Pacino. La trama segue un personaggio non canonico, Dominic, che è inizialmente il protetto e il sottocapo del protagonista del videogioco originale, Aldo Trapani. Dopo che Aldo viene ucciso, Dominic viene messo a capo delle operazioni della famiglia Corleone a New York City e incaricato di espandere l'impero Corleone eliminando i loro rivali. Carlos Ferro sostituisce Joseph May come doppiatore di Michael, mentre in lingua italiana la voce è sempre di Moneta.